# Perisoreus infaustus
Perisoreus infaustus là một loài chim trong họ Corvidae.

## Hình ảnh

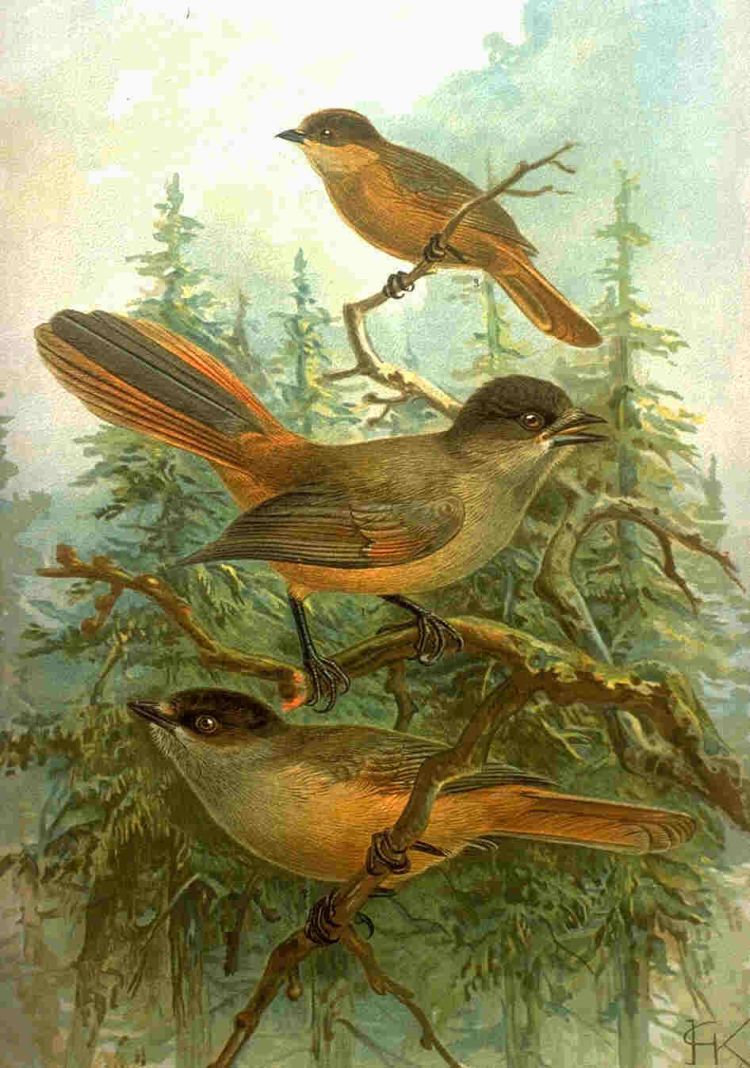
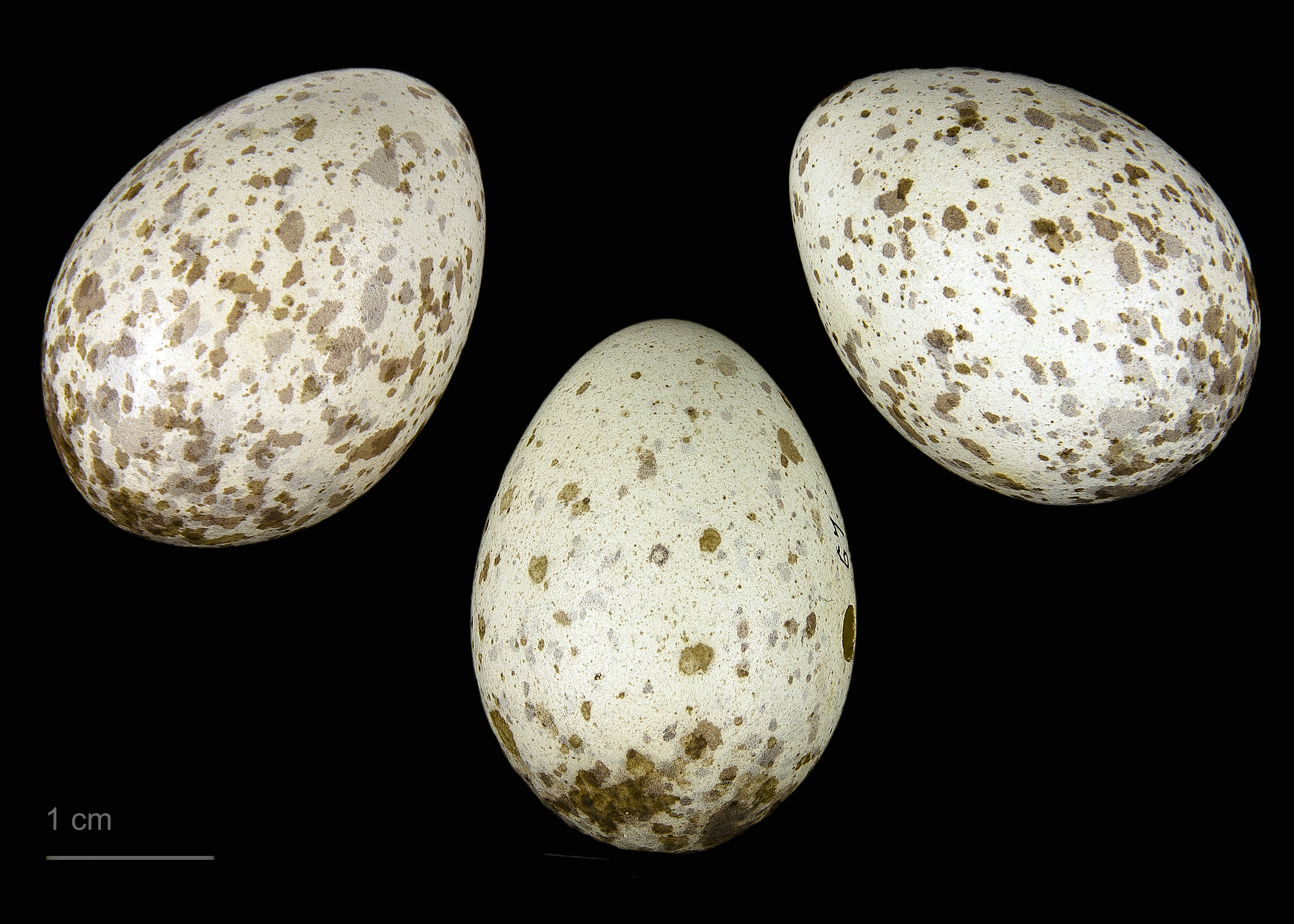
Perisoreus infaustus infaustus